# آکیکو هایاکاوا
آکیکو هایاکاوا (ژاپنی: 早川 明子) بازیکن فوتبال اهل ژاپن و عضو تیم ملی فوتبال ژاپن است که در تاریخ ۴ اوت ۱۹۸۷ میلادی اولین بازی ملی‌اش را انجام داد. او در ۲ بازی ملی حضور داشت و آخرین بازی ملی خود را در تاریخ ۵ ژوئن ۱۹۸۸ میلادی انجام داد. آکیکو هایاکاوا در بازی‌های ملی‌اش
گلی به ثمر نرساند.